# Daman skalní
Daman skalní, též daman kapský nebo daman jihoafrický (Procavia capensis) je větší druh damana. Tito savci sice vzhledem připomínají spíše králíka nebo morče, ale jde o zástupce skupiny Afrotheria a jejich nejbližšími žijícími příbuznými jsou sirény (Sirenia) a sloni (Elephantidae). V Jihoafrické republice ho nazývají dassie, což znamená jezevec. Daman skalní je spolu se slonem indickým jediným recentním terestrickým zástupcem skupiny Afrotheria, který se vyskytuje i mimo africký kontinent.

## Popis
- hmotnost: 1,8–5,5 kg
- délka těla: 47,5–58,5 cm
- délka ocasu: 1,1–2,4 mm
- výška v kohoutku: 20,0–30,5 cm

Daman skalní připomíná králíka s krátkým ocasem a ušima. Samci jsou o něco větší než samice, srst je hnědé barvy.
V ostatních ohledech se damani od králíků nebo hlodavců výrazně liší. Prsty jsou zakončené nehtovitými kopýtky, na předních končetinách mají prsty čtyři a našlapují na celou plochu chodidla, na pánevních končetinách jsou prsty jen tři a chodidlo se země nedotýká (poloprstochodci). Na kopýtka našlapují pouze v běhu, jinak se pohybují po měkkých polštářcích na chodidlech, kam ústí žlázy vylučující lepkavý sekret, který jim umožňuje snadný pohyb po skalách.
Další zvláštností je pár stále dorůstajících řezáků, které tvoří jakési kly, a stoličky, které připomínají stoličky nosorožce.

## Rozšíření a stanoviště
Daman skalní je běžným druhem afrotropické oblasti, žije v Africe na jih od Sahary, na většině území subsaharské Afriky, v jihovýchodní i jižní Africe. Mimo toto území obývá také izolované horské masivy v Libyi a Alžírsku a vyskytuje se rovněž v Sýrii.
Je přizpůsobený životu ve skalnatých suchých oblastech, obývá skalní převisy a opuštěné nory hrabáčů nebo surikat.

## Biologie

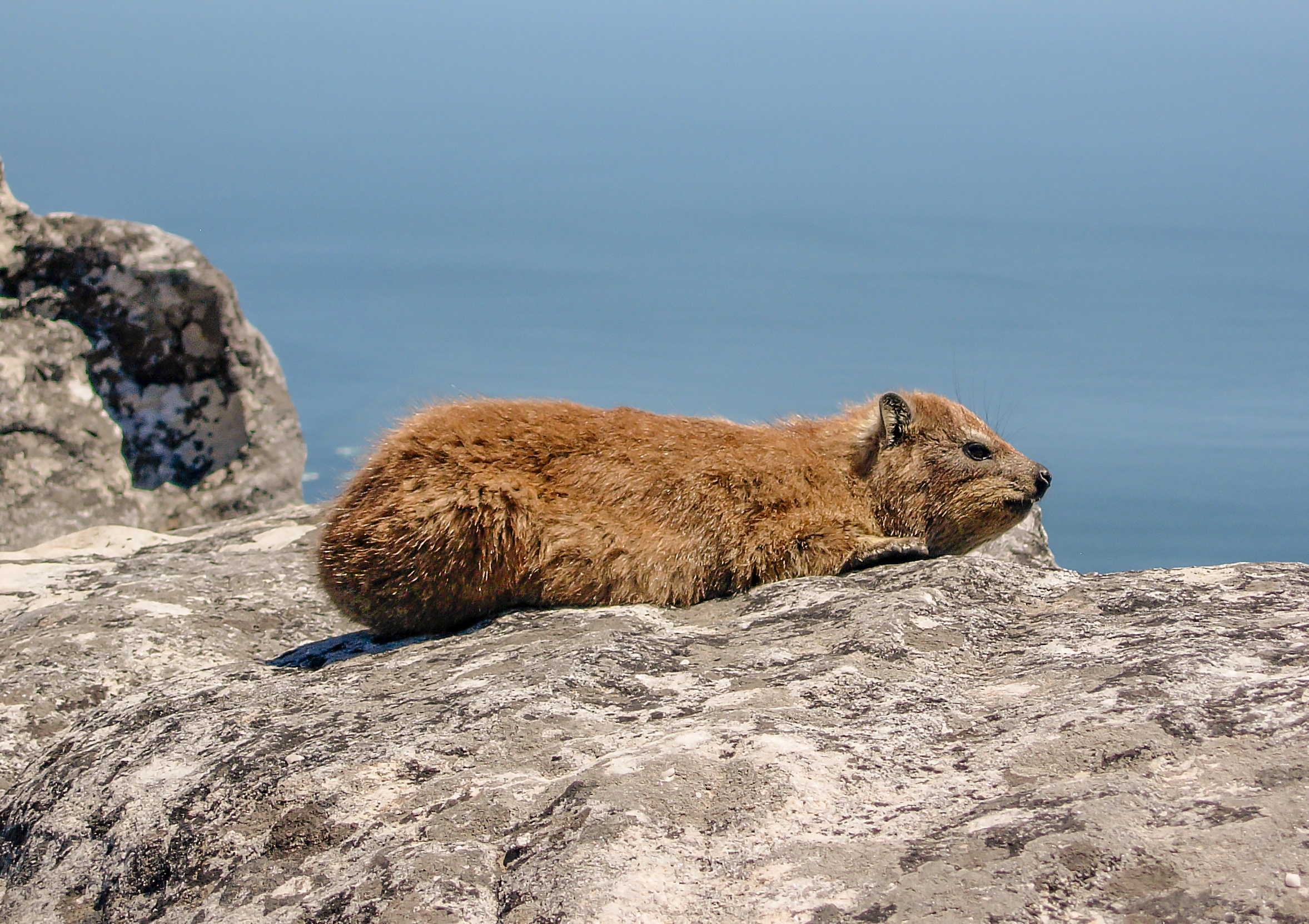
daman skalní vyhřívající se na slunci

Damani jsou aktivní ve dne, kdy hledají potravu nebo se vyhřívají na slunci. Mají poměrně špatnou schopnost termoregulace, slunění proto zabírá značnou část jejich dne. Žijí ve velkých stádech čítajících až 80 damanů, které se dále skládá ze skupin tvořených několika rodinami vedených dospělým samcem.
Daman skalní je býložravec, jeho trávení je podobné trávení koně. Stejně jako on má objemné tlusté střevo osídlené symbiotickou mikroflórou, která mu umožňuje trávit celulózu. Krmí se hlavně bylinami, jako je Lobelia deckenii a rostliny rodu Senecio, tedy starčeky, které ovšem v areálu damanů rostou také jako stromy. Jejich nejoblíbenější potravou jsou mladé výhonky a ovoce, v období sucha však 75 % jejich potravy tvoří trávy.
Období páření začíná v srpnu a trvá 1–2 měsíce. Březost trvá 202–245 dní, poté se rodí 2–3 mláďat, která jsou už osrstěná a dobře vidí. Už po dvou týdnech mohou konzumovat pevnou stravu, ale samice je kojí po dobu 3–6 měsíců.
Mláďata pohlavně dospívají v 16 měsících a plné velikosti dosahují ve třech letech. Mohou se dožít 8–12 let.

## Poddruhy

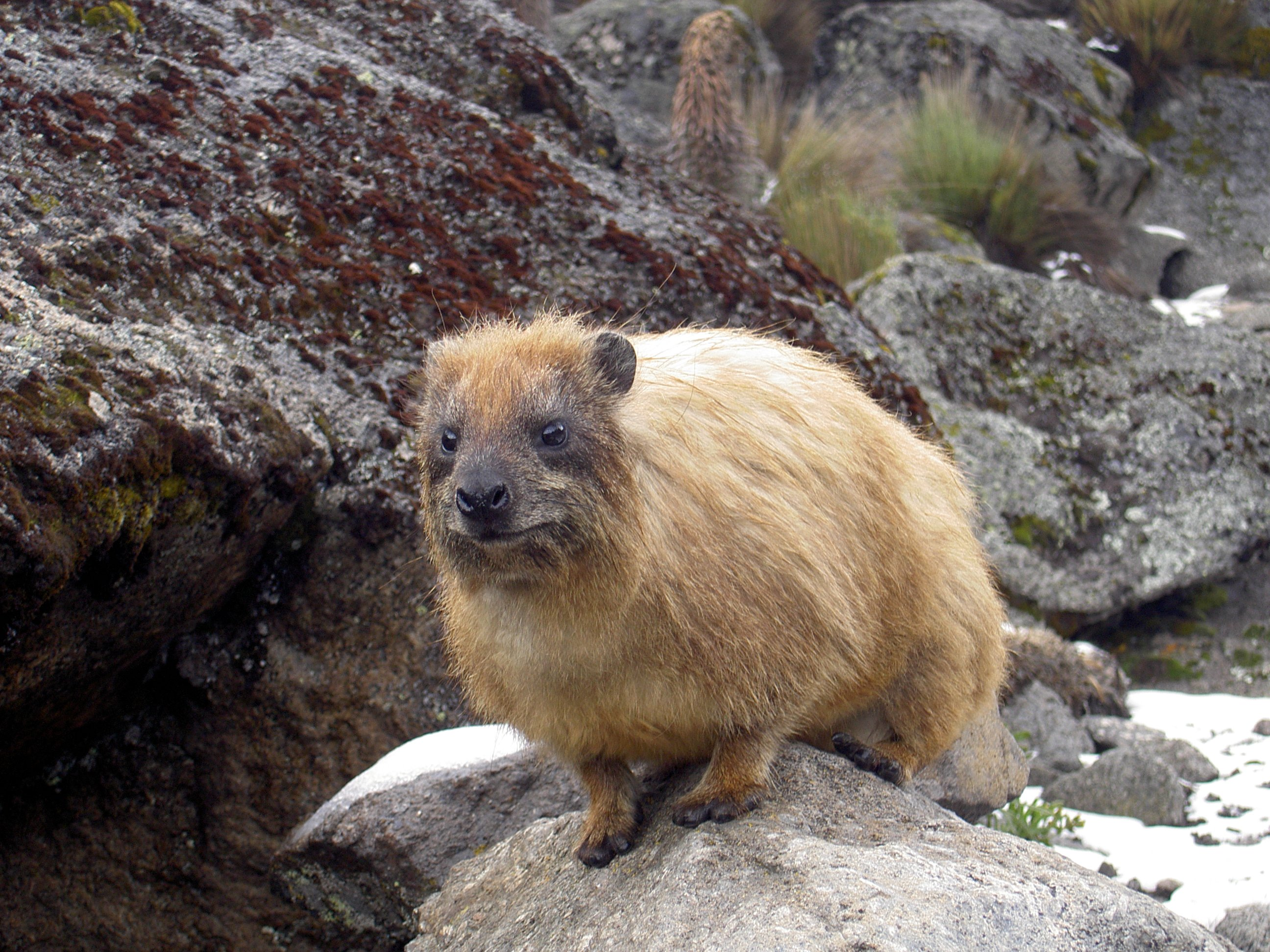
daman kapský

Daman skalní tvoří mnoho poddruhů, z nichž některé se občas popisují jako samostatné druhy:
- P. c. capensis, syn. P. capensis Pallas, 1766 – daman kapský
- P. c. johnstoni, syn. P. johnstoni Thomas, 1894 – daman Johnstonův
- P. c. welwitschii, syn. P. welwitschii Gray, 1868 – daman západoafrický
- P. c. syriaca, syn. P. syriaca Schreber, 1784 – daman syrský
- P. c. ruficeps, syn. P. ruficeps Hemprich & Ehrenberg, 1832 – daman súdánský
- P. c. habessinica, syn. P. habessinicus Hemprich and Ehrenberg, 1832 – daman habešský

## Chov v zoo
V Evropě je daman skalní chován ve více než třiceti zoo. V Česku se jednalo na konci roku 2017 o čtyři zoo:
- Zoo Dvůr Králové nad Labem
- Zoo Hluboká nad Vltavou
- Zoo Olomouc
- Zoo Plzeň
- Zoo Zlín
- ZOO Dvorec

Dříve byli damani skalní chováni také v dalších českých zoo:
- Zoo Praha (2000–2010)

## Galerie

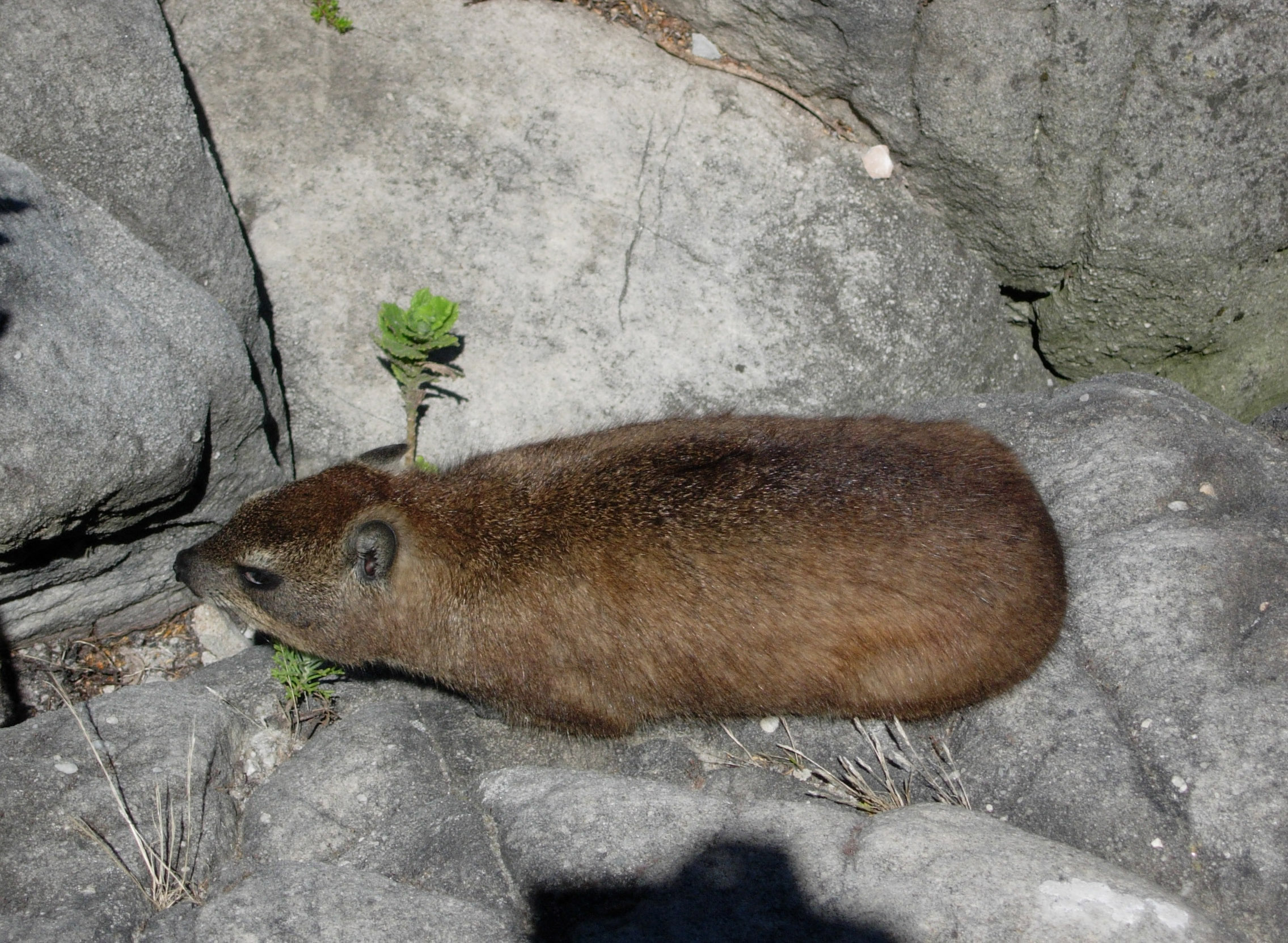
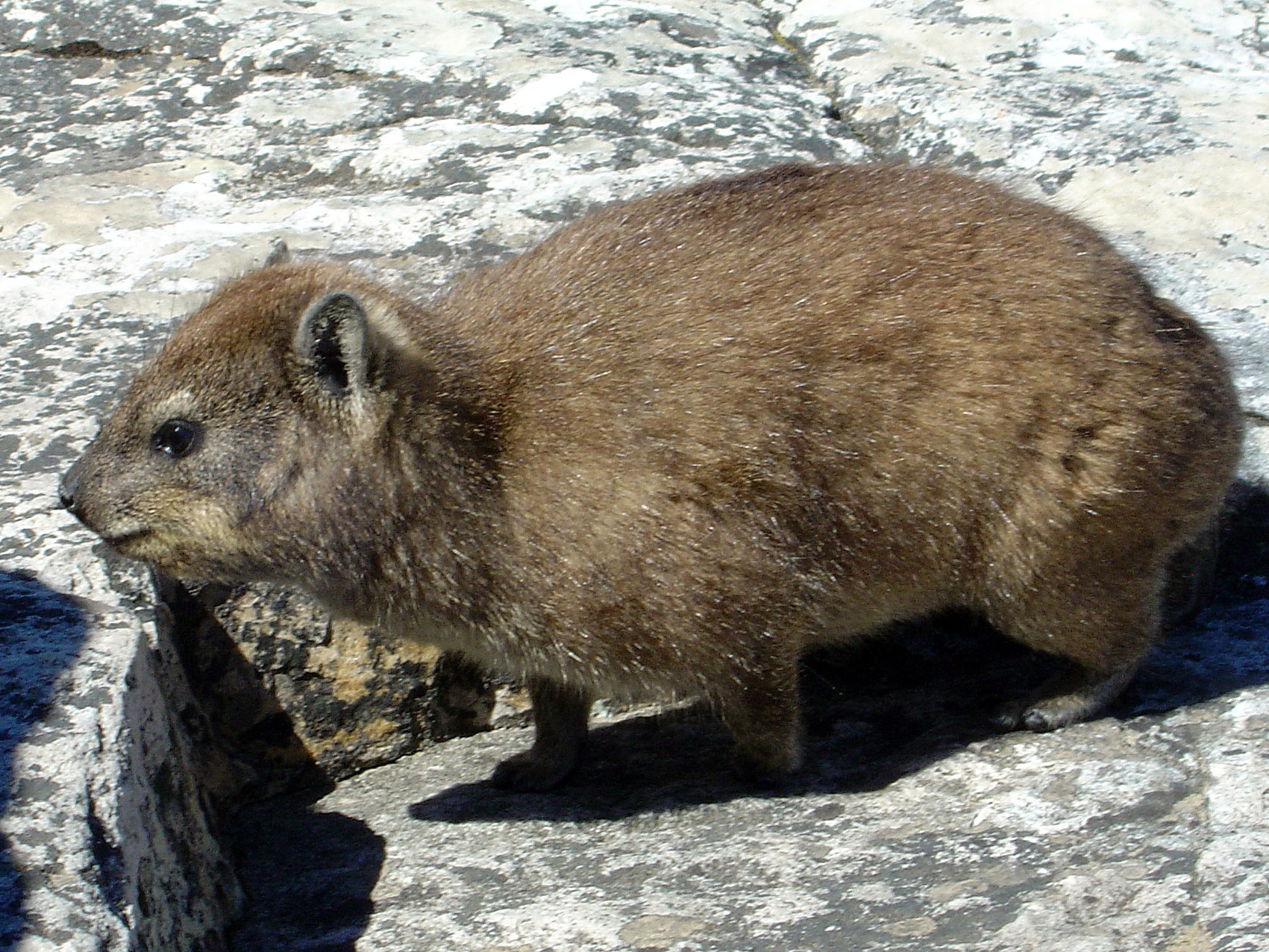
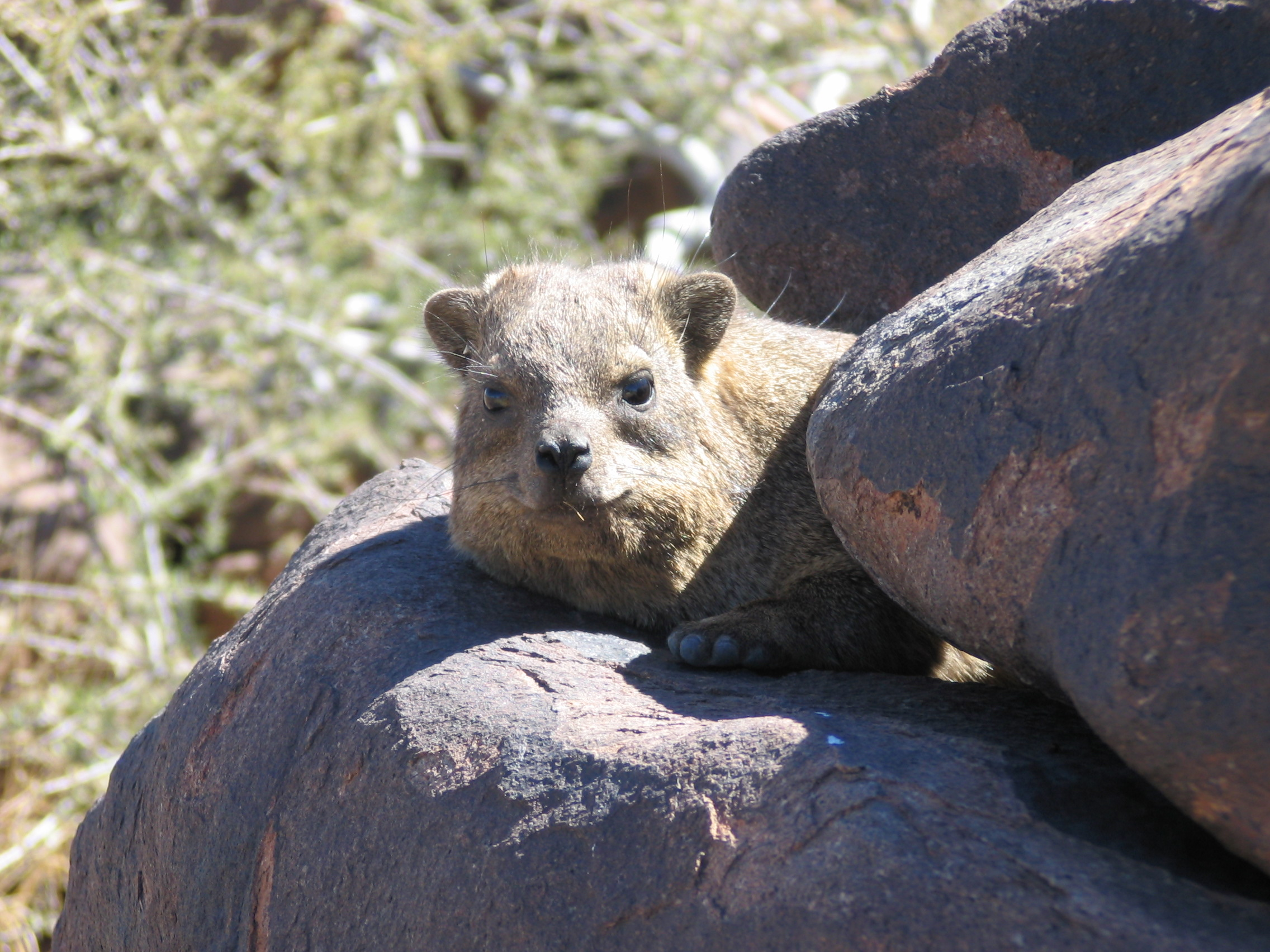
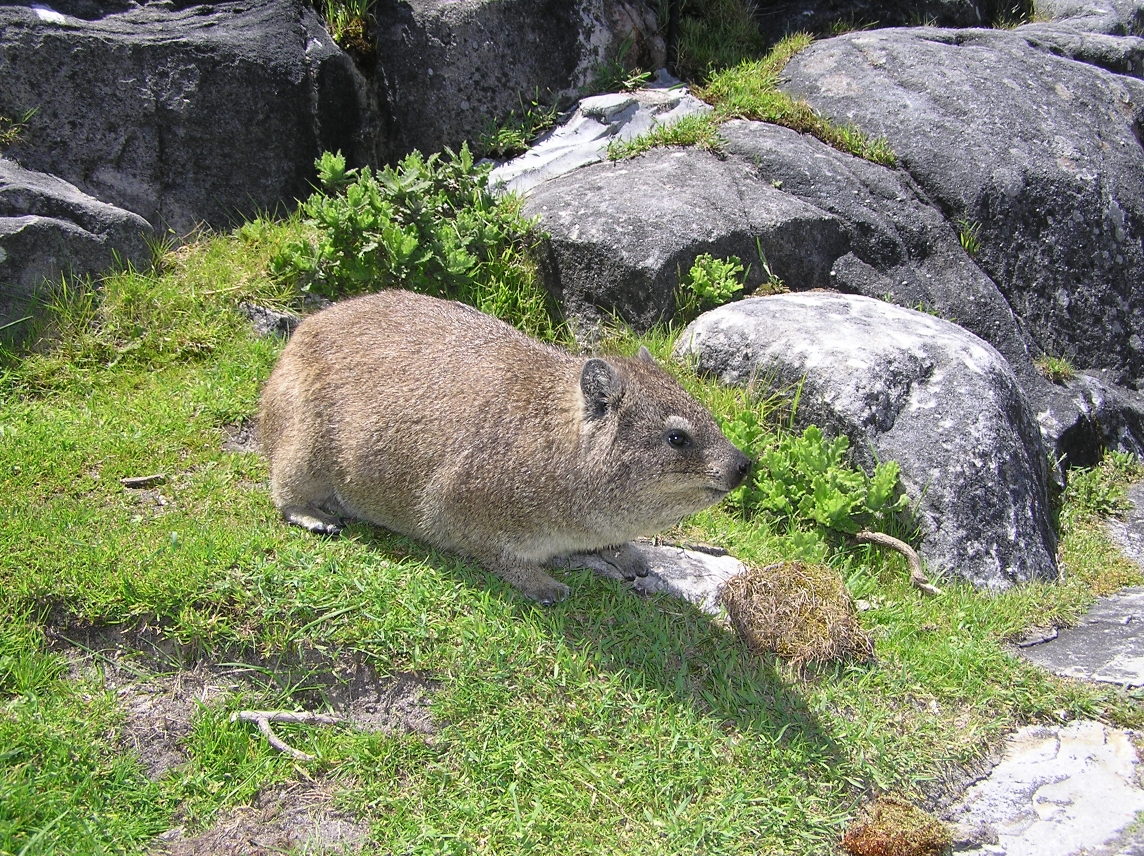
Lebka. Nalezeno v Namibii.